# 约克戴尔购物中心
約杜購物中心（英語：Yorkdale Shopping Centre）是加拿大安大略省多倫多北約克的一座大型商場，位於401號省道夾艾倫道西南角，於1964年開業，是世界上最大的室內購物中心。以建築面積計算，約杜目前是加拿大第三大購物中心（僅次於一號廣場購物中心及多倫多伊頓中心），坪效為加拿大所有購物中心中最高，目前約為1,905加元/平方英尺。該商場每年接待顧客1800萬人次，是加拿大全國最繁忙的購物中心之一。許多國際商家選擇在約杜購物中心首入加拿大市場。

## 外部連結
- 官方网站